# Hertogdom Verden
Het hertogdom Verden was een tot de Nederrijns-Westfaalse Kreits behorend hertogdom (tot 1648 prinsbisdom) binnen het Heilige Roomse Rijk. Het maakte deel uit van de hertogdommen Bremen-Verden. Het gebied wordt gerekend tot het historische Landschap Bremen-Verden.
Waarschijnlijk omstreeks 785 sticht Karel de Grote een bisdom in Verden. Een andere mogelijkheid is de verplaatsing van een bisschopszetel uit Bardowick in 849. Het bisdom Verden was het meest noordelijke van de kerkprovincie Mainz.
In de twaalfde en dertiende eeuw ontstaat er een klein geestelijk vorstendom bestaande uit de stad Verden met enige dorpen in de omgeving en de heerlijkheid Rotenburg aan de Wümme.
In 1566 wordt de Reformatie ingevoerd, waarna de naburige lutherse vorstenhuizen een administrator leveren, die de wereldlijke taken van de prins-bisschop overneemt. Tijdens de Dertigjarige Oorlog is er van 1630 tot 1631 een kortstondige katholieke restauratie, die wordt beëindigd als de bisschop door Zweedse troepen is verdreven. Het Zweedse bestuur verenigt het voormalige prinsbisdom Verden en het voormalige prins-aartsbisdom Bremen tot Bremen-Verden.
In de Vrede van Osnabrück van 1648 wordt in paragraaf 7 van artikel 10 het aartsbisdom Bremen, het bisdom Verden en het ambt Wildeshausen door de keizer en het Rijk als rijksleen afgestaan aan de koning van Zweden als hertogdom met alle bijbehorende titels en wapens. Hiermee was het Verden het enige prinsbisdom dat in 1648 omgezet werd in een hertogdom. Regel was dat bisdommen werden omgezet in een vorstendom en aartsbisdommen in een hertogdom.
Tijdens de Noordse Oorlog (1700-1721) verovert Denemarken Bremen en Verden om vervolgens de gebieden in 1719 te verkopen aan het keurvorstendom Hannover. Zweden erkent het verlies van Verden in de Vrede van Stockholm in 1720. De keurvorst van Hannover voert dan de titel vorst van Verden.
Verder deelt Verden dan de geschiedenis van Hannover: Pruisische bezetting in 1806, gevolgd door een Franse bezetting in 1807. In 1810 wordt het gebied ingelijfd bij het keizerrijk Frankrijk. Het Congres van Wenen in 1815 herstelt de oude toestand en Verden maakt dan deel uit van het koninkrijk Hannover.

## Gebied
De stad Verden en de dorpen Dörverden, Schneverdingen, Visselhövede, Scheeßel, Feibann in Neuenkirchen en Hellwege. Verder de heerlijkheid Rotenburg aan de Wumme.

## Regenten
- 785- 788 Patto
- 788- 808 Tanco
- 809- 830 Hardth (Haruth)
- 830- 841 Haligad
- 841- 865 Waltger
- 865- 874 Herluf
- 874- 908 Wigbert
- 908- 913 Bernhar I
- 916- 933 Adalwart
- 933- 962 Amalung (broer van hertog Hermann Billung)
- 962- 976 Bruno I
- 976- 993 Herpo
- 993-1013 Bernhar II
- 1013-1031 Wighar
- 1031-1034 Dietmar I
- 1034-1049 Bruno I van Walbeck
- 1049-1060 Sigbert
- 1060-1084 Richbert
- 1085-1097 Hartwig
- 1097-1116 Mazo
- 1116-1148 Dietmar II
- 1149-1167 Hermnan
- 1167-1180 Hugo
- 1180-1188 Tammo
- 1189-1205 Rudolf I
- 1205-1231 Iso van Wölpe
- 1231-1251 Luder van Borg
- 1251-1269 Gerhard I van Hoya
- 1269-1300 Koenraad I van Brunswijk-Lüneburg
- 1300-1312 Frederik I van Honstedt, genoemd Man
- 1312-1332 Nikolaas van Ketelhodt
- 1332-1340 Jan I Gryse van Zesterfleth (1340-1349: bisschop van Freising)
- 1340-1363 Daniel van Wichtrich (1356 verdreven)
- 1363-1365 Gerhard II van de Berge (1365-1398: bisschop van Hildesheim)
- 1365-1367 Rudolf II van Rühle
- 1367-1381 Hendrik I van Langeln
- 1381-1388 Jan II Gryse van Zesterfleth
- 1388-1395 Otto van Brunswijk-Lüneburg
- 1395-1398 Dietrich van Neheim (bisdom niet in bezit genomen)
- 1398-1399 Koenraad II van Vechta (1403-1413: bisschop van Olmütz, 1413-1431: aartsbisschop van Praag)
- 1400-1407 Konraad III van Soltow
- 1407-1426 Hendrik II van Hoya
- 1426-1470 Jan III van Asel
- 1470-1502 Berthold van Landsberg (1481-1502: bisschop van Hildesheim)
- 1502-1558 Christoph van Brunswijk-Lüneburg
- 1558-1566 Georg van Brunswijk-Lüneburg
- 1566-1586 Eberhard van Holle (1561-1586: bisschop van Lübeck)
- 1586-1623 (Philipp) Sigmund van Brunswijk-Lüneburg
- 1623-1629 Frederik III van Denemarken, als bisschop Frederik II
- 1630-1631 Franz Wilhelm van Wartenberg (katholiek)
- 1631-1634 Johann Frederik van Holstein-Gottorp (administrator)
- 1635-1644 opnieuw Frederik III van Denemarken (1634-1644: aartsbisschop van Bremen, 1648-1670: koning van Denemarken)